# Бальбо, Абель
А́бель Эдуа́рдо Ба́льбо (исп. Abel Eduardo Balbo; род. 1 июня 1966[…], Эмпальме-Вилья-Конститусьон, Санта-Фе) — аргентинский футболист, нападающий; тренер.

## Карьера
Воспитанник клуба «Ньюэллс Олд Бойз». Дебютировал в основном составе команды 30 августа 1987 года в матче чемпионата Аргентины с «Депортиво Эспаньолом», завершившемся вничью 1:1, а 7 февраля 1988 года Бальбо забил свой первый гол за «Ньюэллс», поразив на 58-й минуте ворота клуба «Депортиво Арменио»; игра завершилась со счётом 2:2. В следующем году Бальбо стал чемпионом Аргентины. Через год Бальбо перешёл в клуб «Ривер Плейт», но провёл в команде лишь сезон и уехал в Италию. В Италии он начал выступления в клубе «Удинезе», выступавшем в серии В. В 1992 году «Удинезе» вышел в серию А, в ней Бальбо в первом же сезоне забил 21 гол в 32 матчах.
После этого успеха перешёл в «Рому». В «Роме» Бальбо провёл 5 сезонов, образуя пару нападения сначала с Даниэлем Фонсекой, а затем с Франческо Тотти. В сезоне 1997/98 был капитаном команды. Все 5 лет Бальбо забивал не менее 10 голов за сезон. После этого Бальбо перешёл в «Парму», но там за сезон забил лишь 4 гола. Затем играл в «Фиорентине», вновь в «Роме» и на родине в клубе «Бока Хуниорс».
За сборную Аргентины Бальбо провёл 37 матчей и забил 11 голов. Он был участником трёх чемпионатов мира. А также на двух Кубках Америки, где аргентинцы проиграли Бразилии со счётом 1:2 после гола рукой Тулио Косты, а Бальбо забил в этой игре мяч.
24 февраля 2009 года Бальбо занял пост главного тренера «Тревизо», сменив Луку Готти, но на следующий день покинул свой пост. Но после разговора с президентом клуба Бальбо возвратился к руководству командой. Однако после 4-х игр, 18 марта, Бальбо вновь покинул «Тревизо».

## Достижения
- Чемпион Аргентины: 1988 (Ньюэллс Олд Бойз)
- Обладатель Кубка Италии: 1999 (Парма)
- Обладатель Кубка УЕФА: 1999 (Парма)
- Чемпион Италии: 2001 (Рома)
- Обладатель Суперкубка Италии: 2001 (Рома)